# Temporada da NFL de 1946
A Temporada de 1946 da NFL foi a 27ª temporada regular da National Football League. Antes da temporada, Elmer Layden renunciou ao cargo de comissário da NFL, sendo substituído por Bert Bell, co-fundador do Philadelphia Eagles. Enquanto isso, a All-America Football Conference foi formada para tentar criar uma rivalidade com a NFL. Os Rams se tornaram a primeira franquia baseada na Costa Oeste dos Estados Unidos, após sua mudança de Cleveland, Ohio a Los Angeles, Califórnia.    
A temporada teve seu fim em 15 de Dezembro de 1946 com a vitória do Chicago Bears sobre o New York Giants por 24 a 14 no Polo Grounds em Nova Iorque para um total de 58,346 espectadores pelo championship game da NFL. 

## Draft
O Draft para aquela temporada foi realizado pelo segundo ano consecutivo no Hotel Commodore em Nova Iorque, em 14 de janeiro de 1946. E, com a primeira escolha, o Boston Yanks selecionou o quarterback, Boley Dancewicz da Universidade de Notre Dame.

## Classificação Final
Assim ficou a classificação da final da National Football League em 1944.
P = Nº de Partidas, V = Vitórias, D = Derrotas, E = Empates, PCT = Porcentagem de vitória, DIV = Recorde de partidas da própria divisão, PF = Pontos a favor, PA = Pontos contra
| Eastern Division    |   |   |   |      |       |     |     |
| Time                | V | D | E | PCT  | DIV   | PF  | PC  |
| New York Giants     | 7 | 3 | 1 | .700 | 5-2-1 | 236 | 162 |
| Philadelphia Eagles | 6 | 5 | 0 | .545 | 5-3   | 231 | 220 |
| Pittsburgh Steelers | 5 | 5 | 1 | .500 | 4–3–1 | 136 | 171 |
| Washington Redskins | 5 | 5 | 1 | .500 | 4-3-1 | 171 | 191 |
| Boston Yanks        | 2 | 8 | 1 | .200 | 0-7-1 | 189 | 273 |

| Western Division  |   |    |   |      |       |     |     |
| Time              | V | D  | E | PCT  | DIV   | PF  | PC  |
| Chicago Bears     | 8 | 2  | 1 | .800 | 6-1-1 | 289 | 193 |
| Los Angeles Rams  | 6 | 4  | 1 | .600 | 5-2-1 | 277 | 257 |
| Chicago Cardinals | 6 | 5  | 0 | .545 | 5-3   | 260 | 198 |
| Green Bay Packers | 6 | 5  | 0 | .545 | 3-5   | 148 | 158 |
| Detroit Lions     | 1 | 10 | 0 | .091 | 0–8   | 142 | 310 |

## Playoffs
O NFL Championship Game (jogo do título), foi vencido pelo Chicago Bears sobre o New York Giants por 24 a 14 no Polo Grounds em Nova Iorque para um total de 58,346 espectadores em 15 de Dezembro de 1946 pelo championship game da NFL.

## Líderes em estatísticas da Liga
| Estatística | Nome        | Time                | Jardas |
| ----------- | ----------- | ------------------- | ------ |
| Passe       | Sid Luckman | Chicago Bears       | 1826   |
| Corrida     | Bill Dudley | Pittsburgh Steelers | 604    |
| Recebendo   | Jim Benton  | Los Angeles Rams    | 981    |

## Prêmios
O Joe F. Carr Trophy, nomeação do prêmio destinado ao jogador mais valioso (Most Valuable Player - MVP), teve sua última edição em 1946 e o prêmio foi entregue a Bill Dudley, Kicker do Pittsburgh Steelers.

## Troca de Treinadores
- Chicago Bears: George Halas após servir na Marinha dos Estados Unidos durante a Segunda Guerra Mundial assumiu a função que exercia antes. Em seu lugar desde meados da temporada de 1942, Hunk Anderson e Luke Johnsos atuaram como co-treinadores do Bears[9].
- Chicago Cardinals: Phil Handler foi substituído por Jimmy Conzelman[10].
- Pittsburgh Steelers: Jim Leonard foi substituído por Jock Sutherland[11].
- Washington Redskins: Dudley DeGroot foi substituído por Turk Edwards[12].

## Troca de Estádios
- Los Angeles Rams, após sua mudança de Cleveland, Ohio para Los Angeles, alterou, consequentemente seu estádio do League Park ao Los Angeles Memorial Coliseum[13].

## Biografia
- NFL Record and Fact Book (ISBN 1-932994-36-X)
- NFL History 1931–1940 (Last accessed December 4, 2005)
- Total Football: The Official Encyclopedia of the National Football League (ISBN 0-06-270174-6)